# John Maynard Keynes
John Maynard Keynes (Cambridge, 5 juni 1883 – Firle, 21 april 1946) was een Brits econoom. Hij is vooral bekend geworden door het in 1936 verschenen boek The General Theory of Employment, Interest and Money (De algemene theorie over werkgelegenheid, rente en geld), waarmee hij de grondlegger zou worden van de naar hem vernoemde keynesiaanse economie. De General Theory gold zo'n dertig jaar, vanaf kort na het verschijnen tot eind jaren zestig, als de grondslag van de macro-economie en indirect van het economisch beleid in de meeste westerse landen. Vanaf de jaren zeventig boette zijn werk aan populariteit in. Onder invloed van de in 2007 ontstane kredietcrisis leefde de belangstelling voor zijn werk aan het begin van de 21e eeuw weer op.

## Levensloop
Keynes' vader, John Neville Keynes, was eveneens econoom en zijn moeder was een voorvechtster van vrouwenrechten. Keynes had al op jonge leeftijd de neiging om zijn wil aan andere mensen op te leggen. Op de lagere school had hij al iemand in dienst om zijn boeken te dragen in ruil voor hulp bij huiswerk. Ook had hij een contract met iemand aan wie hij een hekel had: deze persoon moest vijftien meter bij hem vandaan blijven in ruil voor de bezorging van een bibliotheekboek per week. Na de exclusieve kostschool Eton College bezocht te hebben, studeerde Keynes aan de Universiteit van Cambridge. Hij studeerde aanvankelijk wiskunde en filosofie aan King's College. Pas later ging hij economie studeren. Vanaf zijn eerste jaar in Cambridge maakte hij deel uit van de Cambridge Apostles.
Als jonge man was Keynes een vooraanstaand lid van de Bloomsburygroep, Engelands 'avant-garde' van intellectuelen en kunstenaars. In 1921 werd hij verliefd op de Russische ballerina Lydia Lopokova, een van de sterren van de Sergej Djagilevs Ballets Russes. Tijdens de eerste jaren van hun hofmakerij onderhield Keynes, naast die met Lopokova, tevens een affaire met een jongere man, Sebastian Sprott. Op den duur koos hij echter voor een exclusieve relatie met Lopokova. In 1925 traden de twee in het huwelijk. Lopokova werd in 1927 zwanger, maar kreeg een miskraam; het echtpaar zou kinderloos blijven.
Keynes maakte in 1919 als adviseur deel uit van de Britse delegatie naar de vredesbesprekingen in Parijs. Het daar opgestelde Verdrag van Versailles wees hij met kracht van de hand. In zijn boek "The Economic Consequences of the Peace" (dec. 1919) voorspelde hij, dat Duitsland onder de last van de opgelegde herstelbetalingen zou bezwijken, wat chaos zou veroorzaken in Europa en zou kunnen leiden tot een volgende oorlog.
Hij vergaarde in de jaren twintig een groot vermogen dankzij slimme beleggingen in buitenlandse valuta. Als gevolg van de beurskrach van 1929, die hij niet had voorzien, ging hij vrijwel failliet; alleen door steun van zijn vader en van vrienden wist hij financieel overeind te blijven. Spoedig wist hij zijn verliezen weer terug te verdienen.
Keynes bouwde een omvangrijke kunstverzameling op. Hij had onder andere werken van Paul Cézanne, Edgar Degas, Amedeo Modigliani, Georges Braque, Pablo Picasso en Georges Seurat in bezit. Daaronder waren ook enige belangrijke werken, waarvan sommige nu te zien zijn in het Fitzwilliam Museum in Cambridge.

## Werk en carrière
In 1907 werd hij ambtenaar bij het ministerie van Koloniën, al was hij liever bij de spoorwegen gegaan. Hij werkte toen al aan een boek over waarschijnlijkheidsrekening. Hij werd hoofdredacteur van het invloedrijke Britse economische tijdschrift The Economic Journal in 1911. In 1913 publiceerde hij het boek Indian Currency and Finance. Hij keerde terug naar Cambridge als docent.

### Eerste Wereldoorlog
De Britse regering deed vlak voor en tijdens de Eerste Wereldoorlog een beroep op de expertise van Keynes. Hoewel hij in 1914 formeel niet opnieuw in dienst van de overheid trad, reisde Keynes een paar dagen voordat de vijandelijkheden zouden uitbreken op verzoek van de regering naar Londen. De Londense bankiers drongen er sterk bij de regering op aan om specie-betalingen - dat wil zeggen de convertibiliteit van bankbiljetten in goud - op te schorten, maar met Keynes' hulp kon men minister van Financiën (toen Lloyd George) ervan overtuigen dat dit een slecht idee was; het zou de toekomstige reputatie van de City schaden als de betalingen werden opgeschort voordat dit absoluut noodzakelijk was.
Na het uitbreken van de Eerste Wereldoorlog weigerde Keynes actieve dienst. Wel bekleedde hij een post bij het ministerie van Financiën. Op die post heeft hij volgens sommigen veel bijgedragen aan de oorlogsinspanning.

### Vrede van Versailles
Aan het eind van deze oorlog was Keynes aanwezig als topambtenaar bij de vredesconferentie van Versailles. Hij nam ontslag omdat hij het niet eens was met wat werd besproken op die conferentie. Hij schreef hierover het boek The Economic Consequences of the Peace. Volgens Keynes stond in Versailles niet het herstel van Europa voorop, maar een politieke wraakactie die een grotere oorlog zou uitlokken. Hij voorspelde ook dat de herstelbetalingen die Duitsland waren opgelegd de Duitse economie zouden ruïneren. Zijn gelijk werd bevestigd door de Duitse hyperinflatie en door het uitbreken van de Tweede Wereldoorlog.

### A Treatise on Probability
Keynes had zijn A Treatise on Probability al voor de oorlog voltooid, maar dit werk pas in 1921 gepubliceerd. Het werk was een opmerkelijke bijdrage aan de filosofische en wiskundige onderbouwing van de kansrekening. Keynes poneerde de opvatting dat kansen niet meer, maar ook niet minder waren dan waarheidswaarden, halfweg waarheid en onwaarheid. Keynes ontwikkelde in de hoofdstukken 15 en 17 van dit boek de eerste boven-ondergrens-probabilistische intervalbenadering van waarschijnlijkheid. In hoofdstuk 26 ontwikkelde hij de eerste beslissingsgewicht benadering met zijn conventionele coëfficiënt voor risico's en gewichten, c.

### Journalistiek werk
Naast zijn academische werk was Keynes in de jaren twintig actief als journalist. Hij verkocht zijn werk internationaal en werkte in Londen als financieel consultant.

### Treatise on Money
Keynes viel de naoorlogse deflatiepolitiek aan. In 1923 verscheen van zijn hand A Tract on Monetary Reform. Hierin verwoordde hij zijn overtuiging dat landen zich op de stabiliteit van de binnenlandse prijzen moesten richten, deflatie moest als het even kon vermeden worden, zelfs als dit devaluatie van de munt zou betekenen. Groot-Brittannië had het grootste deel van de jaren twintig te lijden onder hoge werkloosheid, wat Keynes er toe verleidde om devaluatie van het Britse pond aan te bevelen om zo de Britse export betaalbaarder te maken voor buitenlanders, waardoor de werkgelegenheid zou worden gestimuleerd. Vanaf 1924 pleitte hij ook voor een fiscale reactie; de regering zou banen kunnen creëren door de uitgaven voor openbare werken te verhogen. Tijdens de jaren 1920 hadden Keynes' aanbevelingen maar een beperkt effect op politieke beleidsmakers en de mainstream van de academische opinie - volgens Hyman Minsky was een van de redenen hiervoor dat de theoretische onderbouwing van zijn aanbevelingen op dat moment nog wat "ondoorzichtig" was.
In de Tract pleitte Keynes ook voor een einde aan de goudstandaard. Keynes adviseerde dat het niet langer een netto voordeel voor landen zoals Groot-Brittannië was om deel te nemen aan de goudstandaard, omdat deelname op gespannen voet stond met de behoefte aan binnenlandse politieke autonomie. De goudstandaard kon landen dwingen om een deflatoir beleid te voeren op precies het moment dat expansieve maatregelen vereist waren om een stijgende werkloosheid te bestrijden. Het ministerie van Financiën (Treasury) en de Bank van Engeland stonden nog steeds achter de goudstandaard en in 1925 waren zij in staat om de toenmalige minister van Financiën Winston Churchill van hun ideeën te overtuigen, wat een drukkend effect op de Britse industrie had. Keynes reageerde hierop door het schrijven van The Economic Consequences of Mr. Churchill. Hij bleef tegen de gouden standaard ageren tot Groot-Brittannië deze uiteindelijk in 1931 verliet.
In 1930 publiceerde hij het boek The Treatise on Money. In dat werk besprak hij het afwisselen van oplevende en afnemende bedrijvigheid.

### General Theory of Employment, Interest and Money
In 1936 verscheen zijn boek General Theory of Employment, Interest and Money. Dit boek zou standaardlectuur worden voor economen in de decennia van 1945 tot in de jaren tachtig. Tot het schrijven ervan werd hij gebracht door de grote crisis in de jaren dertig. Het maakte hem tot een van de invloedrijkste economen van de twintigste eeuw. Keynes legde de nadruk op de vraagkant van de economie. Hij stelde daarnaast dat een overheid moet investeren in de economie om hiermee herstel te stimuleren. Als de overheid bijvoorbeeld een groot infrastructureel project opstart, zal dit leiden tot meer banen en een hogere consumptie en daardoor weer tot een hogere productiviteit. Door de investeringen van de overheid kan de vraagkant van de economie worden gestimuleerd, wat positieve gevolgen heeft voor de welvaart.

### Tweede Wereldoorlog

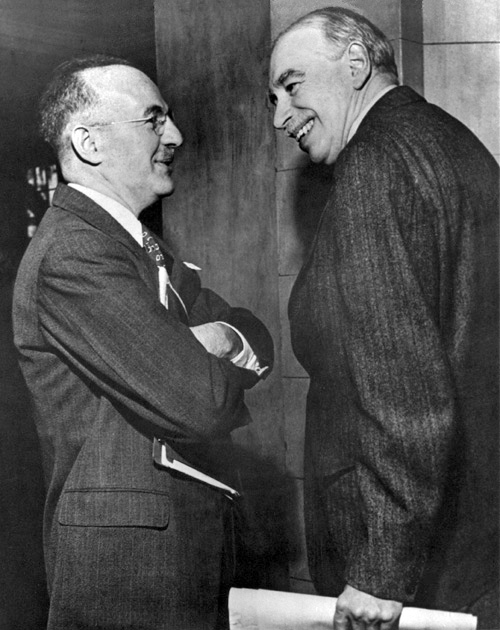
Keynes (rechts) en Harry Dexter White op de Bretton Woods-Conferentie.

Tijdens de Tweede Wereldoorlog betoogde Keynes in How to Pay for the War, gepubliceerd in 1940, dat de oorlog grotendeels moest worden gefinancierd middels hogere belastingen en met name door gedwongen besparingen (werknemers worden verplicht geld aan de overheid te lenen), in plaats van door tekortfinanciering om op die manier inflatie te voorkomen. Verplichte besparingen zouden de binnenlandse vraag dempen en zo helpen in het kanaliseren van extra middelen in de richting van de oorlogsproductie, ook zou het eerlijker zijn dan het heffen van zeer hoge belastingen. Ook zou dit het voordeel hebben om een naoorlogse recessie te voorkomen, wanneer de werknemers na de oorlog weer over hun gedwongen besparingen zouden kunnen beschikken. Volgens sommige historici knoopte Keynes hiermee aan bij het plan voor de Economische reorganisatie van Europa dat de Duitse minister van economie Walther Funk in 1940 opstelde.
In september 1941 werd Keynes voorgedragen voor een vacature binnen de Raad van Bestuur van de Bank van Engeland. Hij werd benoemd en diende vanaf april 1942 een volledige termijn. In juni 1942 werd Keynes tijdens de King's Birthday Honours voor zijn diensten beloond met een erfelijke adellijke titel. Op 7 juli werd zijn titel in het officiële publicatieblad van de Britse overheid bekendgemaakt als "BARON KEYNES van Tilton, in het graafschap Sussex." In de House of Lords nam hij op de banken van de Liberale Partij plaats.
Vanaf het moment dat de geallieerde overwinning zeker leek, was Keynes, als leider van de Britse delegatie en voorzitter van de Wereldbank-commissie nauw betrokken bij onderhandelingen in de zomer van 1944 die uiteindelijk leidden tot het Bretton Woods-systeem. Het Keynes-plan pleitte wat betreft een internationale clearingunie voor een radicaal systeem voor het beheren van de diverse aangesloten valuta's. Hij stelde de instelling van een gemeenschappelijke wereldmunteenheid voor, de Bancor, en ook die van nieuwe mondiale instituten - een wereldwijde centrale bank en de Internationale clearingunie. Keynes wilde dat deze instituties het internationale handels- en betalingsverkeer met sterke prikkels voor de landen zouden beheren. Op die wijze zouden aanzienlijke handelstekorten of handelsoverschotten moeten worden voorkomen. De grotere onderhandelingskracht van de Verenigde Staten betekende echter dat de eindresultaten beter aansloten met de meer conservatieve plannen van Harry Dexter White, de Amerikaanse onderhandelaar. Volgens de Amerikaanse econoom Brad DeLong heeft Keynes op bijna elk punt, waar hij door de Amerikanen werd overruled, achteraf door de loop der gebeurtenissen gelijk gekregen.
Deze twee nieuwe instituties, die later bekend zijn komen te staan als de Wereldbank en het Internationaal Monetair Fonds (IMF), werden als een compromis opgericht dat in de eerste plaats tegemoetkwam aan de Amerikaanse visie. Er zouden geen prikkels voor staten komen om grote handelsoverschotten te voorkomen, in plaats daarvan zouden de lasten om onevenwichtigheden in het handelsverkeer te corrigeren alleen door de tekortlanden gedragen moeten worden. De tekortlanden waren volgens Keynes het minst in staat om de problemen op te lossen zonder economische deprivatie voor hun bevolking te veroorzaken. Toch was Keynes toen hij de definitieve overeenkomst aanvaardde nog steeds tevreden. Hij zei dat als de nieuwe instituties trouw zouden blijven aan hun fundamentele beginselen, "de broederschap aller mensen meer zal worden dan alleen een frase."

## J.M. Keynes, vrijhandel en protectionisme

### Keerpunt van de Grote Depressie
Aan het begin van zijn carrière was Keynes een Marshalliaanse econoom die diep overtuigd was van de voordelen van vrijhandel. Vanaf de crisis van 1929, toen hij vaststelde dat de Britse autoriteiten zich ertoe verbonden de goudpariteit van het pond sterling te verdedigen en dat de nominale lonen te rigide waren, ging hij geleidelijk over tot protectionistische maatregelen.
Op 5 november 1929, toen hij door het MacMillan Comité werd gehoord om de Britse economie uit de crisis te halen, gaf Keynes aan dat de invoering van invoertarieven zou helpen om de handelsbalans weer in evenwicht te brengen. Het rapport van de commissie stelt in een hoofdstuk getiteld "import control and export aid", dat in een economie waar geen volledige werkgelegenheid is, de invoering van tarieven de productie en de werkgelegenheid kan verbeteren. De vermindering van het handelstekort is dus gunstig voor de groei van het land.
In januari 1930 stelde Keynes in de Economic Advisory Council voor om een systeem van bescherming in te voeren om de invoer te beperken. In de herfst van 1930 stelde hij een uniform tarief voor van 10% op alle invoer en subsidies van hetzelfde percentage voor alle uitvoer. In de Verhandeling over geld, gepubliceerd in de herfst van 1930, nam hij het idee op van tarieven of andere handelsbeperkingen met als doel het volume van de invoer te verminderen en de handelsbalans weer in evenwicht te brengen.
Op 7 maart 1931 schreef hij in de New Statesman en Nation een artikel met de titel "Voorstel voor een tariefinkomen". Hij wijst erop dat de verlaging van de lonen leidt tot een daling van de nationale vraag, waardoor de markten aan banden worden gelegd. Hij stelt in plaats daarvan het idee voor van een expansief beleid in combinatie met een tariefstelsel om de effecten op de handelsbalans te neutraliseren. De toepassing van douanetarieven leek hem "onvermijdelijk, wie de Minister van Financiën ook moge zijn". Voor Keynes is een economisch herstelbeleid dus alleen volledig effectief als het handelstekort is weggewerkt. Hij stelde een belasting voor van 15% op industrieproducten en halffabrikaten en 5% op bepaalde voedingsmiddelen en grondstoffen, waarbij andere die nodig waren voor de export werden vrijgesteld (wol, katoen).
In 1932, in een artikel getiteld The Pro- and Anti-Tariffs, gepubliceerd in The Listener, overwoog hij de bescherming van boeren en bepaalde sectoren zoals de automobiel- en ijzer- en staalindustrie, omdat hij deze onmisbaar achtte voor Groot-Brittannië.

### Kritiek op de theorie van het comparatief voordeel
In de post-crisissituatie van 1929 achtte Keynes de veronderstellingen van het vrijhandelsmodel onrealistisch. Hij bekritiseert bijvoorbeeld de neoklassieke veronderstelling van loonaanpassing.
Reeds in 1930 betwijfelde hij in een nota aan de Economic Advisory Council van de winst uit specialisatie in het geval van industrieproducten. Toen hij deel uitmaakte van het MacMillan-comité, gaf hij toe dat hij niet langer "geloofde in een zeer hoge mate van nationale specialisatie" en weigerde "een industrie in de steek te laten die voorlopig niet in staat is te overleven". Hij bekritiseerde ook de statische dimensie van de theorie van het comparatief voordeel, die volgens hem, door het definitief vastleggen van comparatieve voordelen, in de praktijk leidt tot een verspilling van nationale middelen.
In de Daily Mail van 13 maart 1931 noemde hij de veronderstelling van een volmaakte sectorale arbeidsmobiliteit "onzin", omdat daarin wordt gesteld dat iemand die zonder werk komt te zitten, bijdraagt tot een verlaging van de loonvoet totdat hij een baan vindt. Maar voor Keynes kan deze verandering van baan kosten met zich meebrengen (zoeken naar werk, opleiding) en is zij niet altijd mogelijk. In het algemeen brengen voor Keynes de veronderstellingen van volledige werkgelegenheid en automatische terugkeer naar het evenwicht de theorie van het comparatief voordeel in diskrediet.
In juli 1933 publiceerde hij een artikel in de New Statesman en Nation, getiteld National Self-Sufficiency, waarin hij kritiek uitte op het argument van specialisatie van economieën, dat de basis vormt van vrijhandel. Hij stelt dus het zoeken naar een zekere mate van zelfvoorziening voor. In plaats van de door de Ricardiaanse theorie van het comparatief voordeel bepleite specialisatie van de economieën, geeft hij de voorkeur aan het behoud van een verscheidenheid van activiteiten voor naties. Daarin weerlegt hij het principe van vredestichtende handel. Zijn visie op handel is die geworden van een systeem waarin buitenlandse kapitalisten wedijveren om de verovering van nieuwe markten. Hij verdedigt het idee om op nationale bodem te produceren wanneer dat mogelijk en redelijk is. In hetzelfde artikel spreekt Keynes zijn sympathie uit voor voorstanders van protectionisme, en spreekt hij over zijn pro-vrijhandel ideeën in de verleden tijd.
Hij merkt op in National Self-Sufficiency:

Een aanzienlijke mate van internationale specialisatie is noodzakelijk in een rationele wereld in alle gevallen waarin deze wordt opgelegd door grote verschillen in klimaat, natuurlijke hulpbronnen, inheemse aanleg, cultureel niveau en bevolkingsdichtheid. Maar voor een steeds groter aantal industrieproducten, en misschien ook voor landbouwproducten, ben ik gaan betwijfelen of het economische verlies van nationale zelfvoorziening groot genoeg is om op te wegen tegen de andere voordelen van het geleidelijk onderbrengen van het product en de verbruiker in de sfeer van dezelfde nationale, economische en financiële organisatie. Uit de opeenstapeling van ervaringen blijkt dat de meeste moderne massaproductieprocessen in de meeste landen en klimaten met bijna gelijke efficiëntie kunnen worden uitgevoerd.

Hij schrijft ook in National Self-Sufficiency:

Ik sympathiseer daarom met hen die de economische verstrengeling tussen naties willen minimaliseren, eerder dan maximaliseren. Ideeën, kennis, wetenschap, gastvrijheid, reizen - dat zijn de dingen die van nature internationaal zouden moeten zijn. Maar laat goederen in eigen land worden geproduceerd wanneer dat redelijkerwijs en gemakkelijk mogelijk is, en laat, bovenal, financiën in de eerste plaats nationaal zijn.

In latere jaren onderhield Keynes een schriftelijke correspondentie met James Meade waarin de kwestie van de invoerbeperking centraal stond. Keynes en Meade bespraken de beste keuze tussen quota en tarieven. In maart 1944 begon Keynes een discussie met Marcus Fleming nadat deze laatste een artikel had geschreven met de titel Quota versus waardevermindering. Bij deze gelegenheid stellen wij vast dat hij na de Grote Depressie beslist een protectionistisch standpunt heeft ingenomen. Hij was van mening dat quota doeltreffender zouden kunnen zijn dan een depreciatie van de valuta om externe onevenwichtigheden aan te pakken. Voor Keynes was een depreciatie van de valuta dus niet langer voldoende en werden protectionistische maatregelen noodzakelijk om handelstekorten te voorkomen. Om de terugkeer van crises als gevolg van een zelfregulerend economisch systeem te voorkomen, leek het hem essentieel om de handel te reguleren en de vrijhandel een halt toe te roepen (deregulering van de buitenlandse handel).
Hij wijst erop dat landen die meer importeren dan exporteren, hun economie verzwakken. Wanneer het handelstekort toeneemt, stijgt de werkloosheid en vertraagt de groei. En overschotlanden oefenen een "negatieve externaliteit" uit op hun handelspartners. Zij worden rijker ten koste van anderen en vernietigen de productie van hun handelspartners. John Maynard Keynes was van mening dat de producten van landen met een overschot aan goederen moesten worden belast om onevenwichtigheden in de handel te voorkomen Hij gelooft dus niet meer in de theorie van comparatief voordeel (waarop vrijhandel is gebaseerd), waarin staat dat het handelstekort er niet toe doet, aangezien handel voor beide partijen voordelig is.
Dit verklaart ook zijn bereidheid om in deze voorstellen voor de Bretton Woods akkoorden de liberalisering van de internationale handel Vrijhandel te vervangen door een reguleringssysteem gericht op het opheffen van onevenwichtigheden in het handelsverkeer. 

## Laatste jaren
Aan het eind van zijn leven speelde Keynes nog een rol bij het opstellen van het systeem van Bretton Woods voor het naoorlogse internationale geldstelsel. Keynes was gouverneur van Eton en lid van de Raad van Bestuur van de Bank van Engeland. In 1942 werd hij als Baron Keynes in de adelstand verheven. Hij nam zitting in het Hogerhuis en voerde daar ook geregeld het woord. Hij verkreeg eredoctoraten van de universiteiten van Edinburgh, Parijs (Sorbonne) en van Cambridge.
John Maynard Keynes overleed in 1946 op 62-jarige leeftijd. Hij werd overleefd door zijn ouders, zijn broer en Lydia Lopokova. Hij werd gecremeerd en zijn as verstrooid. Bij zijn dood liet hij een vermogen van £ 500.000 na, (omgerekend naar 2023 zo'n 25 miljoen euro).

## Nalatenschap

### Het keynesiaanse overwicht, 1939-1979
Vanaf het einde van de Grote Depressie tot het midden van de jaren 1970 was het werk van Keynes de belangrijkste inspiratie voor economische beleidsmakers in Europa, Amerika en een groot deel van de rest van de wereld. Terwijl economen en beleidsmakers vanaf het midden en late jaren 1930 steeds meer overtuigd raakten van Keynes' manier van denken, was het pas na het uitbreken van de Tweede Wereldoorlog dat de overheden op voldoende grote schaal begonnen met het lenen van geld (om militaire uitgaven te betalen) om de werkloosheid te elimineren. Volgens de econoom John Kenneth Galbraith (destijds regeringsfunctionaris belast met het beheersen van de inflatie) was de sterke opleving van de economie als gevolg van de oorlogsuitgaven, "de beste demonstratie van de keynesiaanse ideeën die men zich kon wensen."
De keynesiaanse revolutie werd in de naoorlogse periode geassocieerd met de opkomst in het Westen van het moderne liberalisme. Keynesiaanse ideeën werden zo populair dat sommige wetenschappers op Keynes wezen als de vertegenwoordiger van de idealen van het moderne liberalisme, zoals Adam Smith de idealen van het klassieke liberalisme vertegenwoordigde.

### Neokeynesiaanse economie

Het IS-LM-model wordt gebruikt om de effecten van vraagschokken op een economie te analyseren.

In de late jaren 1930 en 1940 probeerden economen (met name John Hicks, Franco Modigliani en Paul Samuelson) de geschriften van Keynes te interpreteren en in termen van formele wiskundige modellen te formaliseren. In een proces dat wordt aangeduid als "de neoklassieke synthese" combineerden zij de keynesiaanse analyse met de neo-klassieke economie. Als resultaat produceerden zij de neokeynesiaanse economie, die de daaropvolgende veertig jaar de hoofdstroom van het macro-economisch denken zou vormen.
Aan het begin van de jaren 1950 werd keynesiaans beleid in bijna de gehele ontwikkelde wereld toegepast en werden soortgelijke maatregelen voor een gemengde economie door vele ontwikkelingslanden gebruikt. Tegen die tijd waren Keynes' opvattingen over de economie de norm geworden aan universiteiten in de hele wereld. Gedurende de jaren 1950 en 1960 genoten de ontwikkelde en opkomende vrije kapitalistische economieën een uitzonderlijk hoge economische groei en lage werkloosheid.

### Invloed op het economieonderwijs
Keynes' ideeën worden nog steeds onderwezen en hebben het economische denken drastisch veranderd. Zijn theorie is nog steeds terug te vinden in de meeste schoolboeken.

## Biografieën
- (en)  Zachary D. Carter, The Price of Peace. Money, Democracy, and the Life of John Maynard Keynes, 2020, ISBN 9780525509035
- (en)  Robert Skidelsky, John Maynard Keynes: Hopes Betrayed 1883-1920, Papermac, 1992, ISBN 0-333-57379-X (US Edition: ISBN 0-14-023554-X)
- (en)  Robert Skidelsky, John Maynard Keynes: The Economist as Saviour 1920-1937, Papermac, 1994, ISBN 0-333-58499-6 (US Edition: ISBN 0-14-023806-9)
- (en)  Robert Skidelsky, John Maynard Keynes: Fighting for Britain 1937-1946 (published in the United States as Fighting for Freedom), Papermac, 2001, ISBN 0-333-77971-1 (US Edition: ISBN 0-14-200167-8)
- (en)  R. F. Harrod, The Life of John Maynard Keynes, Macmillan, 1951, ISBN 1-125-39598-2

## Voetnoten
1. ↑  (en)  Rupert Christiansen, The unlikely Lydia Lopokova, The Telegraph, 25 april 2008. Gearchiveerd op 13 maart 2023.
2. ↑  (en)  Kathryn Hughes, The firebird of Gordon Square, The Guardian, 19 april 2008. Gearchiveerd op 13 maart 2023.
3. ↑  Clarke, Peter (2009). Keynes : The Twentieth Century's Most Influential Economist. Bloomsbury, 56–59, 80. ISBN 978-1-4088-0385-1.
4. ↑  https://www.history.com/this-day-in-history/keynes-predicts-economic-chaos
5. 1 2 3 4  Robert Skidelsky, John Maynard Keynes: 1883–1946: Economist, Philosopher, Statesman, 2003, ISBN 0 330 48878 3, blz. 217–220, 245, 260–265, 283, 342–355, Pan MacMillan Ltd
6. ↑  Hyman Minski, John Maynard Keynes, hfdst. 1, cover, McGraw-Hill Professional, ISBN 9780071593014
7. ↑  (en) Raymond Mikesell, The Bretton Woods debates: a memoir. Princeton-universiteit (maart 1994). Gearchiveerd op 2 november 2019.
8. ↑  The London Gazette, issue 35279, blz. 5489, 19 september 1941, The London Gazette, issue 35511. blz. 1540, 3 april 1942
9. ↑  The London Gazette, issue 35586, blz. 2475, 5 juni 1942
10. ↑  The London Gazette, issue 35623, blz. 2987, 7 juli 1942
11. ↑  Review of Robert Skidelsky, John Maynard Keynes: Fighting for Britain 1937–1946. Brad Delong, Berkeley. Gearchiveerd op 14 oktober 2009. Geraadpleegd op 6 maart 2012.
12. ↑  Keynes, J.M (1980). The Collected Writings of John Maynard Keynes. London: Macmillan, p. 103. ISBN 0333107365.
13. 1 2 3 4 5 6 7 8 9 10 11 12  (fr)  J.M. Keynes, le libre-échange et le protectionnisme, Érudit. Gearchiveerd op 28 maart 2023.
14. 1 2 3 4  Les fondements non neoclassiques du protectionnisme, SUDOC. Gearchiveerd op 10 april 2021.
15. 1 2 3  Gearchiveerde kopie. Gearchiveerd op 15 mei 2011. Geraadpleegd op 7 mei 2021.
16. ↑  (en)  Reform the euro or bin it, The Guardian, 5 mei 2010. Gearchiveerd op 16 augustus 2023.
17. ↑  Skidelsky (2003), pp. 520-21, 563, 565.
18. ↑  Fletcher, Gordon (1989). The Keynesian Revolution and Its Critics: Issues of Theory and Policy for the Monetary Production Economy. Palgrave MacMillan, xix–xxi, 88, 189–191, 234–238, 256–261. ISBN 0-312-45260-8.
19. ↑  Daniel Yergin, William Cran, Commanding Heights, zie hoofdstuk 6 tv-documentaire, PBS, 2002. Gearchiveerd op 21 juni 2023.
20. ↑  Barry Stewart Clark, Political economy: a comparative approach. blz. 101. "Het moderne liberalisme was vanaf het einde van de Tweede Wereldoorlog tot in de vroege jaren 1970 de dominante ideologie in de westerse landen. Haar aantrekkingskracht berustte niet alleen op het succes van het keynesianisme in het bewerkstelligen van de welvaart gedurende deze periode, maar ook uit de naoorlogse afkeer ten opzichte van enige, zuivere vorm van ideologie."
21. ↑  Alan Wolfe, The Future of Liberalism. blz. 13. "Als Adam Smith de ultieme klassieke liberaal is, vertegenwoordigt de twintigste-eeuwse Britse econoom John Maynard Keynes, wiens ideeën de weg vrijmaakten voor grootschalige openbare werken en een anticyclische economisch politiek met als doel om de op- en neergang van de conjunctuur te verzachten"

- Bibsys: 90059628
- Biblioteca Nacional de Chile: 000045168
- Biblioteca Nacional de España: XX1021025
- Bibliothèque nationale de France: cb12041754c (data)
- Catàleg d'autoritats de noms i títols de Catalunya: 981058513029506706
- CiNii: DA00545340
- Digitale Bibliotheek voor de Nederlandse Letteren: keyn003
- Gemeinsame Normdatei: 118561804
- International Standard Name Identifier: 0000 0001 2125 8885
- Library of Congress Control Number: n79004113
- Nationale Bibliotheek van Letland: 000036680
- Mathematics Genealogy Project: 210789
- National Central Library: 000497330
- Bibliotheek van het Japanse parlement: 00445583
- Nationale Bibliotheek van Tsjechië: jo20010083125
- Nationale bibliotheek van Australië: 35268961
- Nationale Bibliotheek van Israël: 987007263712105171
- Nationale Bibliotheek van Polen: a0000001179927
- Nationale en Universitaire bibliotheek Zagreb: 000050167
- Nederlandse Thesaurus van Auteursnamen: 068422806
- Istituto Centrale per il Catalogo Unico: CFIV004173
- LIBRIS: 193420
- SNAC: w6q81dnz
- Système universitaire de documentation: 028618505
- Trove: 890519
- Virtual International Authority File: 29551966
- WorldCat: E39PBJwMH8vFXWbcQpDW8p6R8C